# Page Avenue
Page Avenue è il primo album in studio degli Story of the Year, pubblicato il 16 settembre 2003, in collaborazione con la Maverick Records.
L'album deve il suo nome ad una strada di St. Louis, nel Missouri.
Page Avenue raggiunse la posizione numero #51 nella classifica Billboard 200.

## Tracce
1. And the Hero Will Drown - 3.12
2. Until the Day I Die - 3.56
3. Anthem of Our Dying Day - 3.35
4. In the Shadows - 3.32
5. Dive Right In - 3.14
6. Swallow the Knife - 3.35
7. Burning Years - 3.06
8. Page Avenue - 3.36
9. Sidewalks - 3.33
10. Divide and Conquer - 3.03
11. Razorblades - 3.20
12. Falling Down (Album Version + Untitled Hidden Track) - 3.57

## Membri
- Philip Sneed – chitarra ritmica, cori
- Josh Wills – batteria
- Ryan Phillips – chitarra solista
- Adam Russell – basso, cori
- Dan Marsala – prima voce